# 김창영 (1890년)
김창영(金昌永, 일본식 이름: 金光昌永가네미쓰 쇼에이, 1890년 10월 4일 ~ 1967년 4월 2일)은 일제강점기의 교육자이자 일제강점기와 군정기의 관료 겸 경찰 간부, 미 군정기의 관료이다.
당시 만주국에서 항일운동가 및 사회주의자 귀순과 첩보, 검거 담당자의 한 사람으로 활동했다. 해방 직후 초대 경성부윤(京城府尹, 서울특별시장)과 1945년~1946년 제2대 경성부 부부윤(京城府 副府尹, 서울특별시 부시장)을 역임하였다. 평안북도 강계군 공북면 출신.
1912년 관립평양고보 사범과를 졸업하고 교직에 투신했으나 1915년 평안북도 강계군청 재무과 사무보조원으로 옮겨 관료 생활을 하였고, 1921년에는 다시 경찰관이 되어 1933년까지 강원도청과 평안남도청, 전북특별자치도청 경무국 소속 경찰관으로 근무했다. 1933년 전북 금산군수, 금산농회 회장, 금산인삼조합 이사장, 전라남도청 참여관 겸 산업부장, 전라남도청 광공국장 겸 토목과장 등을 지냈다. 1945년 8월 15일 일본 패전 직후 쓰지 게이고(辻桂五)가 근무지를 이탈하자, 행정경험이 있다 하여 경성부윤에 선임되었다가 9월 2일 미군의 조선 주둔 후 경성부 민정관으로 전임되었다. 1945년 10월 25일 경성부 부부윤이 되고, 1946년 미군정 민정관이 되었다. 정부 수립 후 1949년 4월 12일 반민특위에 기소, 투옥되었다가 그해 8월 공민권 정지 3년, 징역 1년형을 선고받고 풀려났다.
1943년 전라남도 부임 이후, 광주에 의과 대학 설립 운동을 추진, 상하이 한인 동포 손창식(孫昌植) 등의 기부를 얻어내고 광주의학전문학교(현, 전남대학교 의과대학)을 설립하였다.

## 생애

### 초기 활동
1890년(고종 37) 10월 4일 평안북도 강계군 공북면 공인동(平安北道 江界郡 公北面 公仁洞) 760번지에서 태어났고, 후에 주소를 전북특별자치도 금산군 읍내면으로 이주하였다. 그의 출신 배경과 가계, 어린 시절에 대해서는 알려져 있지 않다. 1905년(광무 8) 평양중학교(平陽中學敎)에 입학, 평양에서 통학하였다. 1909년(융희 3년) 평양중학교를 졸업하고 관립평양고등보통학교 사범과(官立平陽高等普通學校 師範科)에 진학, 역시 평양에서 통학하였다. 1912년 3월 관립평양고등보통학교 사범과를 졸업한 뒤 1912년 4월 1일부터 1913년 10월 30일까지 강계공립고등보통학교(江界公立普通學校)에서 교사로 근무했다.
1915년 5월 1일 평안북도 강계군청의 고원(사무보조원)에 고용되어 1915년 5월 1일부터 11월 10일까지 평안북도 강계군청 재무과에서 근무했고, 나중에 대학 진학을 목적으로 휴직 후 일본으로 유학했다. 1915년 교토 리츠메이칸 대학(立命館大學) 법과에 입학, 1916년 리즈메이칸대 법과를 수료하였다.
1917년 귀국한 뒤 그해 11월 10일 사직서를 내고 강계군청 재무과 사무보조원을 면직했다. 같은 날 강계군수로부터 면장에 취임해달라는 요청을 받고 수락, 같은 날 바로 강계군 공북면장에 임명되었다. 1921년 7월 군수일본시찰단에 선발된 강계군수의 수행원으로 송병관(宋秉觀)과 함께 일본을 다녀왔다. 공북면장 재직 중 조선독립단원 김시원(金時源, 별명 김기해(金氣海))를 만나 토론, 그는 동지규합과 만주로 송출, 군자금 조달 등을 비밀리에 하였다가 면행정 감독관으로 파견된 일본인에게 적발되었다. 이때 면행정 감독관인 타케이 산고토(武井參言)로부터 경찰관 입문을 권고받았다.

### 일제강점기 활동

#### 교사 생활
1921년 11월까지 평안북도 강계군 공북면장에 재직했고 1921년 퇴직했다. 공북면장 재직 중 강계군의 유력인사이자 지방 명망가의 한 사람으로 보고되어 중추원 참의 강계군지역 후보자로 추천되기도 했다. 1921년 7월 경찰 채용시, 타케이 히데요시(武井秀吉)로부터 우수 면장으로 추천받아 1921년 7월 경부보로 임용되었다. 경찰 활동 외에도 1921년 조선공립보통학교(朝鮮公立普通學校)의 교사가 되었다가 같은해 북하동공립보통학교(北下洞公立普通學校)의 부교장과 교장이 되었으나 1921년 12월 3일 조선공보 훈도직과 북하공보 교장직 모두 사퇴했다. 이후 1921년 12월부터 1922년 7월까지는 경찰관으로 생활하면서 북하공보 부교장직을 겸직했다.
1921년 경찰에 특별 채용되었다. 1921년부터는 강원도 경찰로 옮겨 근무하면서 경시(警視)로 승진, 금산군 군수도 거쳤다. 평안북도 강계군 공북면장 재직 시절 평안북도지사로부터 표창을 2차례 받았으며 1921년 3월 5일에는 평안북도지사로부터 조선총독부 중추원 참의 후보자로 추천되기도 했다.

#### 관료, 경찰관 활동
1921년 7월 경찰 채용시, 타케이 히데요시(武井秀吉)로부터 우수 면장으로 추천받아 1921년 7월 경부보로 임용되고, 강원도 경찰부 경무과 서무담당계장이 되어 인사와 총무서무를 보았다. 1922년 7월 20일 평안북도 경찰부 경무과 경찰부보(道警部補), 1923년 8월 29일 도경부로 승진되어 평안북도 경찰부 경무과 경부가 되었다가 강원도 경찰부로 발령받았으며, 바로 강원도 순사교습소 교관직도 겸직했다. 1924년 강원도 경찰부 경무과 경부로 부임하여 계속 근무하다 1928년 8월 강원도순사교습소 소장과 겸임 강원도지사 관방실 속을 겸직했다. 1930년 8월 14일 도경시 고등관 8등(道警視 高等官 8等)으로 승진, 평안북도 경무국 경시로 승진하며 경찰관으로 활동하였다.
이후 1931년 강원도 경찰부 위생과 경시, 강원도 경찰부 위생과장이 되고, 1931년 12월 28일 전라북도청 경찰부로 발령, 전북도 경찰부 위생과장이 되었다. 1932년 1월 8일 전라북도 경찰부 경무과 경시(警視)가 되고, 같은 해 전라북도청 경찰부 고등경찰과장과 겸임 조선총독부 순사교습소장(巡査敎習所長)을 역임했다. 1932년 1월 13일부터는 계속 조선총독부 순사교습소장직과 지사관방(知事官房)을 겸직하였다. 전라북도 경찰부 위생과장이 되었다가 다시 1933년 3월 전라북도 경찰부 고등경찰과장과 겸임 순사교습소장, 전라북도 경찰부 위생과장을 역임했다.
1933년 5월 12일 전북특별자치도 금산군수 고등관 7등(高等官 7等)으로 부임하였다. 군수 직책을 맡고 있던 1935년에 총독부가 편찬한 《조선공로자명감》에는 조선인 공로자 353명 중 한 명으로 수록되어 있다. 금산군수로 재직 중 잠시 금산군농회 회장과 금산군미곡협동통제조합 조합장 등을 역임했다.
당시 임진왜란 시 700명의 의병을 지도한 의병장 중봉 조헌(趙憲)의 묘와 사당 종용당(從容堂)과 700인의 무명의병 묘소가 지역 유림과 지식인들의 무관심과 관리소홀로 방치된 것과 사당 경영 유지난에 빠진 것을 사비를 들여 재정비, 재건하였다. 이때 그는 조선총독부 학무국에서 반대했지만 여러번 총독부를 방문해 설득, 절충하여 재단법인을 조직하여 보존, 관리를 위탁하였다.
1935년 6월 19일 금산삼업조합이 금산인삼동업조합으로 개편되자 조합장에 추대되었다. 1937년 8월 11일 고등관 5등(高等官五等)으로 승서되고, 그해 8월 15일 금산군수직을 의원면직하였다.

#### 만주국 치안부 근무
중일 전쟁이 발발한 직후 1937년 8월 2일 인사발령 시, 만주국에 성장 요원 이범익(李範益)이 선발되면서, 같이 파견되는 만주국의 치안부 사무관으로 임명되어 그해 9월 5명의 신임 사무관과 함께 만주국에 파견되었다. 무장 독립 운동 세력이 남아 있던 만주국에서는 치안부가 항일 군대의 귀순, 토벌 공작을 담당하고 있었다. 1937년 9월 치안부 사무관으로 인허가담당을 맡아 치외법권 철폐에 따른 각종 영업취체에 대한 규제를 담당하였다. 이후 만주국 사법부와 경무사 사무관으로 전임 근무하였다. 이후 김창영은 이 곳에서 양정우(楊靖宇)의 부하 여단장 여소재(呂紹財) 및 그 부대원 7백여 명을 귀순시키고, 또한 항일공산군 지도자 마잔산(馬点山)의 참모였던 장모린(張墨林)을 귀순시켰으며 임수산, 오성륜, 박득범, 김백산 등 수백여 명의 항일 세력을 체포 또는 사살하는 공적을 기록했다. 후일 반민특위에서 당시의 공산주의자, 한인 독립군, 비적, 마적을 통틀어 조선인은 비적이라 불렀고, 중국인들은 후즈라 불렀으며, 공산주의자들은 紅후즈라 불렀다고 진술했다.
1938년 2월 만주국 치안부 경무사(治安部警務司) 독찰관에 보직되어, 만주국 현지 조선인 교민들의 민가 방문, 상담업무와 조선인 경찰관 및 조선인 관료들의 비행, 비리 감찰사무 일체를 담당했다. 1939년 2월 만주국 치안부 이사관(理事官)으로 승진하였다.

#### 만주 항일빨치산 및 마적 귀순, 사살 작전

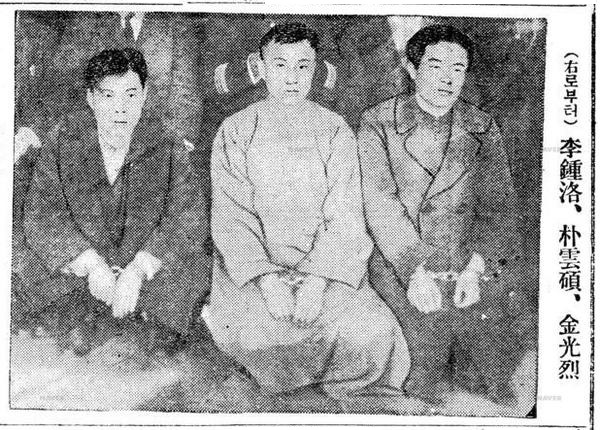
1931년 2월 03알저 동아일보 2면에 실린 체포된 이종락(李鐘洛)의 사진.(맨 오른쪽)
오른쪽으로부터 김일성의 상관이었던 이종락, 박운석(朴雲碩), 김광렬(金光烈) 순

이때 그는 이미 투옥 중이던 이종락(李宗洛), 박차석(朴且石) 등을 설득시켜 귀순시켰다. 1940년 1월 그는 최주봉(崔冑峯), 박차석, 이종락 등과 함께 계획을 세우고, 항일 빨치산 두목 양정우의 부하인 제8사단장 김일성(金日成) 외 수백 명의 귀순 작전을 세웠다.
김일성의 삼촌 김형권과 친했던 박차석은 김형권의 조카 김일성과도 서로 알고 지냈으며 출옥 후 전향하여 김일성의 왕년의 상관 이종락과 함께 일본 경찰의 김일성 귀순공작에 중재인으로 투입된다. 김일성이 귀순 협상에 응할 뜻을 보이자 이종락은 김일성 부대에 들어갔다가 1940년 1월에 보고를 받고 들이닥친 김일성의 상관 양정우(楊靖宇)에게 사살 당하고, 귀순 공작은 실패로 돌아갔다. 이에 김창영은 양정우군 토벌 및 사살로 계획을 바꾼다.
1941년 만주국내 치안기관과 일본군 관동군 사령부 합동으로 만주 동남부 지구의 비적, 마적 대토벌을 시행할 때 토벌에 참여하였다. 이때 그는 비적, 마적을 공비(共匪) 또는 적비(赤匪), 사상비, 토비(土匪)로 구분, 공비는 마오쩌뚱의 지원을 받은 중국 공산당원이었고, 항일운동가 및 항일운동가를 보호, 지원하는 세력은 사상비, 토비는 일반 범죄자로 보고 강도, 살인, 약탈 등을 직업적으로 약탈, 강도짓을 하는 마적은 토비로 분류하여 토벌, 검거, 사살 및 자수권고 등을 하였다.
1942년 10월부터는 6개월 동안 안광훈(安光勳), 유홍순(劉鴻洵), 김송렬(金松烈), 계난수(桂蘭秀) 등 일본인, 만주인 군경과 함께 만주의 만주인 공산주의자와 중국인 공산주의자 항일 빨치산과의 교전에 참가하였다. 이때 그는 김일성부대 참모장 임수산(林守山) 외 30여 명, 양정우 부대의 군사령부 총무부장 오성륜외 10여 명, 양정우부대 경위여단장 박득범(朴得範) 외 6명, 소속 단장 김백산(金白山), 김일성 부대 정치주임 김재범(金在範) 외 6명을 체포하였다. 이어 만주군 및 일본인, 만주인, 조선인 일본군경을 이끌고 양정우 부대를 추적, 양정우 부대의 정치주임 위극민을 둔화 현(敦化縣)에서 사살하고, 정치위원 한인화(韓仁和)는 합리파령(哈爾巴嶺) 부근에서 사살한 뒤 뭉화현(蒙江縣)에서 양정우를 사살하였다. 후일 1949년 5월 17일 반민특위에서 진술한 바에 의하면 도처에서 이구동성으로 공산비단, 마적, 사상비들의 출몰로 인하여 인민이 국도로 도탄중에 빠져 정신, 물질, 육체적 다각도의 폭력들, 부락습격, 살인, 강도, 방화, 약탈, 인질납치 등의 위험에 빠져 도저히 생업에 종사하거나 생활하기 불능하다는 진정을 역설하는지라 이것을 들은 후에 종합적으로 심사숙고한 결과 이런 비적들을 무력으로 토벌만 할 것이 아니라 인정을 베풀어 귀순하게 하는 방법이 필요했다고 진술하였다. 그 대가로 자수하는 비적들에 대하여 생명 보장과 생계를 확보할 수 있다면 문제는 용이하게 해결할 수 있다고 치안부장에 보고하고 자수자의 생명보장, 자수하기 전의 죄상 불문(죄의 경중에 따라), 취직 및 직업활동 지도, 생활안정자금 지원 등을 대안으로 제시하였다.
퉁화 성(通化省현 지린성) 교하 현(鱎河縣)에 있던 대한민국 임시정부의 특파원으로 이시영, 김구가 파견한 한국광복군 총사령부 대대장 문학빈(文學彬)의 부대가 김창영 부임 전에 체포, 농농하농장(濃濃河農場)에 감금되었다. 당시 조선총독부에서는 문학빈의 사형을 지시하였으나, 김창영이 그를 구하였다. 문학빈 부대는 함경북도 위원군, 초산군, 벽동군, 창성군 일대에서 공격, 방화 등의 활동을 했으며, 다수 청년을 징집했다. 김창영은 문학빈의 압송을 반대, 그가 김일성 귀순 공작에 필요한 인물이라며 퉁화 성에 있게 하고, 풀어준 뒤 자신의 귀국 전까지 같이 활동했다.
계난수(桂蘭秀) 부대원으로 있다가 체포되어 투옥된 박득범(朴得範)을 옥중에서 설득시켜 귀순시켰다. 박득범 역시 사형시키라는 지시가 내려졌지만 총독부를 설득해서 사형을 면하게 했다. 그는 박득범이 아까운 인물이라서 사형을 면하게 했다는데, 박득범의 혐의는 일본인 군경과 30회의 전투로 일본군 다수를 살해했고, 길림성 툰화 현에서는 항복한다고 거짓말을 한 뒤, 퉁화 성 경무국 경비과장, 툰화 현 부현장, 툰화현경찰서 경무반장 등을 사살한 점, 자발적 귀순이 아닌 체포후 설득으로 귀순했다는 점을 들어 박득범을 사형시키려 하자, 김창영은 일본군 다수를 살상한 것은 일단 만주국 경찰에서 선언한 전의 죄는 자수하면 묻지 않겠다 혹은 처벌을 감형하겠다는 것과 어긋나며, 항복한 사람을 처형하는 것은 일본 무사도 사무라이 정신에 어긋난다는 이유를 들어 반박했다. 김창영은 문학빈, 박득범을 면담한 후 이들의 인물됨됨이를 후일 독립후 새 국가 건설에 쓰일 유용한 인물들이며 아까운 인물들이라 지적했다. 김창영은 당시 만주 봉천형무소에 수감 중이던 장백현 계재수(長白縣 佳在水) 부락에 거주하는 청년 13명을 석방시켰다. 이 중 사형 기결범 8인을 김일성 공작에 필요한 인물이라며 몇가지 근거를 대어 석방시켜 생명을 구해주었다. 이 중 5명은 항일군 활동에 참가했지만, 나머지 8명은 장백현 경찰서 사무원의 공명심으로 억울하게 누명을 쓴 것을 알고는 적극 이들의 석방을 건의하여 성사시켰다.
이후 그는 다시 김일성 귀순 공작을 계획하였으나 실패하여 1943년 4월 만주국 총무청 무임소 참사관으로 좌천되고, 다시 조선총독부에 건의하여 조선으로의 복직을 요청하였다.

#### 전라남도청 근무
1943년 전라남도청 참여관 겸 산업부장으로 영전하여 귀국했으며 이후 광복 시점까지 전라남도청 광공국장 등을 지내면서 전남 지역에서 군수품과 전쟁 지원을 담당했다. 미군정 하에서도 서울시장 격인 경성부윤을 3개월간 맡았다. 1943년 8월 전라남도 참여관 겸 도사무관이 되고 전라남도청 산업부장직을 겸직하였다. 10월 전라남도 참여관이 되고 전라남도청 광공국장에 보직되고, 토목과장직도 겸직되었다.
전라남도청 재직 중 도내에 의과 대학을 유치하기로 하고 의대 설립 운동을 추진하였으며, 후보지로 광주가 결정되었다. 그는 광주의학전문학교 신설문제를 해결하고자 조선 내지 각지의 갑부, 부호들을 방문하여 후원금을 요청했지만 번번히 거절당하자, 그는 직접 배편으로 상하이로 건너가 상하이 동포 중 거부로 알려진 상하이교민 손창식(孫昌植)을 방문, 이후 여러번 설득하여 기부금 100만 원을 기부받아 광주의학전문학교 설치 자금으로 기탁하였다. 1944년 3월 31일 광주의학전문학교를 설립하였다.
일본군의 진주만 기습 공격을 패전할 것이라 예상한 그는 상하이에 체류 중이던 지인 박석윤(朴錫胤)을 방문, 전쟁이 멀지 않은 시점에 일본의 패배로 끝나게 될 것이니 여기서 중경 임시정부와 연락을 취하고, 나는 국내에서 활동하여 기회를 기다리자며 활동 자금과 생활비를 박석윤에게 지급하였다.

### 미 군정기 활동
1945년 8월 10일 일본이 패전하고 8월 15일 히로히토가 항복을 선언하자, 그는 일본이 이렇게 속히 항복할 줄은 몰랐다는 평을 남겼다.
광복 직전 전북특별자치도 금산군에서 다시 경성부로 이사, 경성부 동대문구 돈암동 252-19번지로 이주하였다. 1945년 8월 16일 경성에 체류 중 당시 경성부윤인 쓰지 게이고(辻桂五)가 업무를 놓자, 행정 경험이 있던 그가 경성부윤으로 추대되어 쓰지 게이고로부터 사무를 인수인계받았다. 이후 그는 건준, 국준, 구 일본인 관리 등의 두루 협조를 얻어 해방 직후의 경성부의 치안혼란을 수습하여 진정시켰다. 그후 9월 2일 미군정이 주둔하자 경성부 민정관으로 전직되었다.
9월 16일 미 군정 제임스 킬러프(James S. Killough) 소좌가 경성부청 내 일본인 직원 및 전임 일본인 부윤이 임명한 직원을 전부 해임하자, 그는 해임된 임문풍을 대신하여 부청 기획경리부장(企劃經理部長)직을 겸직하였다. 10월 25일에는 경성부 부부윤이 되었는데, 1945년 10월 28일의 자유신문 2면 5단 기사에는 그의 직책을 부시장으로 기록하고 있다. 제임스 킬로프는 한글을 구사할 수 없어 영어와 일본어, 중국어, 만주어, 라틴어에 두루 능통한 그가 다른 통역관들과 함께 통역, 번역 역할도 일부 수행하였다. 한편 그가 부부윤(副府尹)으로 재직 중일 때 경성부의 명칭 변경 여론이 나타났지만, 곧 그가 사퇴하는 바람에 서울의 명칭 개정은 실패하고 말았다.
1946년 3월 29일 미군정 관료인 작가 밀톤은 그가 만주에 있을 때 항일 빨치산을 체포, 사살한 공로로 5만 원의 상금을 받았다는 의혹을 제기하였다.
1946년 9월 29일 경성부 부부윤 겸 경성부 기획경리국장직에서 물러난 뒤에도 경성부 민정관으로 전임되었다가 12월 29일 사퇴하였다. 1947년 1월 2일 미 군정 고문회의 고문과 서울시 고문회의 고문의 1인으로 임명되었다가 1948년 8월 15일 사퇴했다.

### 생애 후반

#### 반민특위 투옥과 석방
1949년 4월 12일 서울 성북에서 반민족행위특별조사위원회에 체포되어 4월 13일 구속영장 청구 후 청주형무소로 수감되었다. 다시 4월 16일 서대문형무소에 이감, 7월 8일 이면식(李冕植) 검찰관 입회하에 주심판사 김병욱(金秉煜)의 법정에서 1회 심리를 하였다. 진술과정에서 그는 자신이 독립운동에 호의적이었다는 것과 일본에 적극 충성하지는 않았다고 진술했으며, 자신의 변호사로는 백붕제(白鵬濟) 변호사와 주세창 변호사를 선임하였다.
그는 자신이 조선인을 위해서 일한 점을 3가지를 지목하였다.
| “ | 본인이 만주국 독찰관 시대로부터 8년간에 항하여 만주인 2,000여 명과 조선인 김일성[金日成] 부하 이외 간부급 5, 60명의 생명을 구하였고, 국내 전남 도참여관 당시에는 光州醫專을 설립하기 위하여 上海 군수공업가 손창식[孫昌植)에게서 일금 100만 원을 醵出케 하였으며, 전북 금산군수 시대에는 임진왜란 당시 七百義士와 같이 순국하신 重峯 趙憲 선생의 享祀 전답을 영구 보존키 위하여 재단법인을 조직하였으며, 소위 대동아전쟁에 조선인에게 해를 준 일은 없습니다. | ” |
|   | — 1949년 4월 30일 진술에서 |   |

그는 5월 30일 반민특위 조사부에서 반민족행위처벌법 제3조로 기소되어 반민특위 재판부 제1부에서 1심, 2심, 최종심을 심리받았다. 이후 재판을 거치면서 만주 지역에서의 독립 운동 탄압 사실이 드러났고, 반민족행위처벌법 제3조 위반 혐의로 공민권정지 3년형을 선고받았다. 그해 7월 31일 결심공판에서 박성용(朴聖用) 판사는 그에게 징역 1년형을 선고받았다. 서대문 형무소에 투옥 중에도 8월 20일과 8월 25일 이기권 등 다른 만주국의 항일운동가 및 사회주의자 검거 관련자들의 증인 신문에 증인으로 소환되었다. 1949년 10월 석방되었다.
1949년 반민법정에서의 김창영의 진술은 김일성 가짜설의 중요한 반박 근거로 사용된다. 시간이 많이 흐르지 않은 시점에서 만주지역 항일 세력 귀순 공작 책임자로 당시 상황을 가장 잘 알고 있을 김창영이 한 공식 발언이기 때문이다. 김창영은 재판정에서 지금 평양에 있는 김일성과 만주 항일부대의 김일성이 같은 인물이냐는 질문에 대해 그렇다고 답변했으며, 김일성 부대에 대한 귀순 공작도 시도했으나 실패했다고 증언했다. 김창영의 귀순 공작은 김일성이 회고록 《세기와 더불어》에 자세하게 기술한 바 있다.

#### 최후
그에게는 재산압류 조치는 취해지지 않았다. 석방된 뒤 양조장을 경영하다가 6.25 전쟁으로 피난하였다. 종전 이후 동대문구 돈암동에서 다시 성북구 정릉동으로 이사하여 여생울 보냈으며, 1952년 충청북도 영동중학교의 교사로 잠시 지냈다.
1967년 서울 성북구 정릉동 자택에서 사망했다.

### 사후
2002년 민족정기를 세우는 국회의원모임이 발표한 친일파 708인 명단과 2008년 발표된 민족문제연구소의 친일인명사전 수록예정자 명단, 2009년 친일반민족행위진상규명위원회가 발표한 친일반민족행위 705인 명단에 모두 포함되어 있다.

## 수상 경력
- 평안북도지사 표창장 2회 수상

## 학력
- 1916년 리쓰메이칸 대학 법과 수료(1915 ~ 1916)

## 기타
- 종교는 불교였고, 취미는 승마와 활쏘기였다.

- 이재에 능하지 못했던 그는 재산이 없었고, 퇴직 당시 가족 명의로 된 재산을 모두 합쳐 동산 총 1백만원 여 되었다.

- 반민특위 조사부 검찰관 신정호[申政浩)는 그의 성격을 두고 성질이 난폭한 편이며 자존심이 강하다, 대인관계나 접물관계에 있어서는 상밀정세(詳密精細)하다고 하였으며, 행동에 대해서는 세평이 자자했다, 일견 무골호풍인 것 같지만 음주호탕한 인물이며, 자기 일신의 영달을 추구하는 공명심이 강하여 목적을 위하여는 수단을 가리지 않는다고 평하였다.

- 같은 시대에 활동한 기업인 겸 금융인 김창영(金昌榮)은 1899년 2월 17일생으로 조선은행의 목포지점, 광주지점장과 해방후 본점 이사, 영업부장을 거쳐 조흥은행 목포지점장, 조흥은행 광주지점장을 역임했다.

## 같이 보기
- 김일성 가짜설
- 미군정
- 이범승
- 김대우

## 참고 자료
- 정운현 (2004년 3월 29일). “김일성부대 공작책임자... 미 군정하 서울시장 - [특별기획- 미리보는 친일인명사전 6] 만주 특무책임자 김창영”. 오마이뉴스. 2008년 7월 5일에 확인함. |제목=에 지움 문자가 있음(위치 29) (도움말)
- 전갑생 (2007년 9월 13일). “항일군3인 왜 일왕에 충성맹세 했나 - [기획리포트] 변절, 투항, 배신...만주 항일군 잔혹사”. 오마이뉴스. 2008년 7월 5일에 확인함. |제목=에 지움 문자가 있음(위치 23) (도움말)